# Some Baby!
Some Baby! è un cortometraggio del 1918 diretto da William A. Seiter. Il film è l'undicesima regia del regista di New York.

## Produzione
Il film fu prodotto da  William Steiner per la Jester Comedy Company, una piccola compagnia che operò nel 1918 e nel 1919, per un totale di 26 produzioni.

## Distribuzione
Distribuito dalla Jester Comedy Company, il film uscì nel novembre 1918.